# Altes Rathaus (Potsdam)

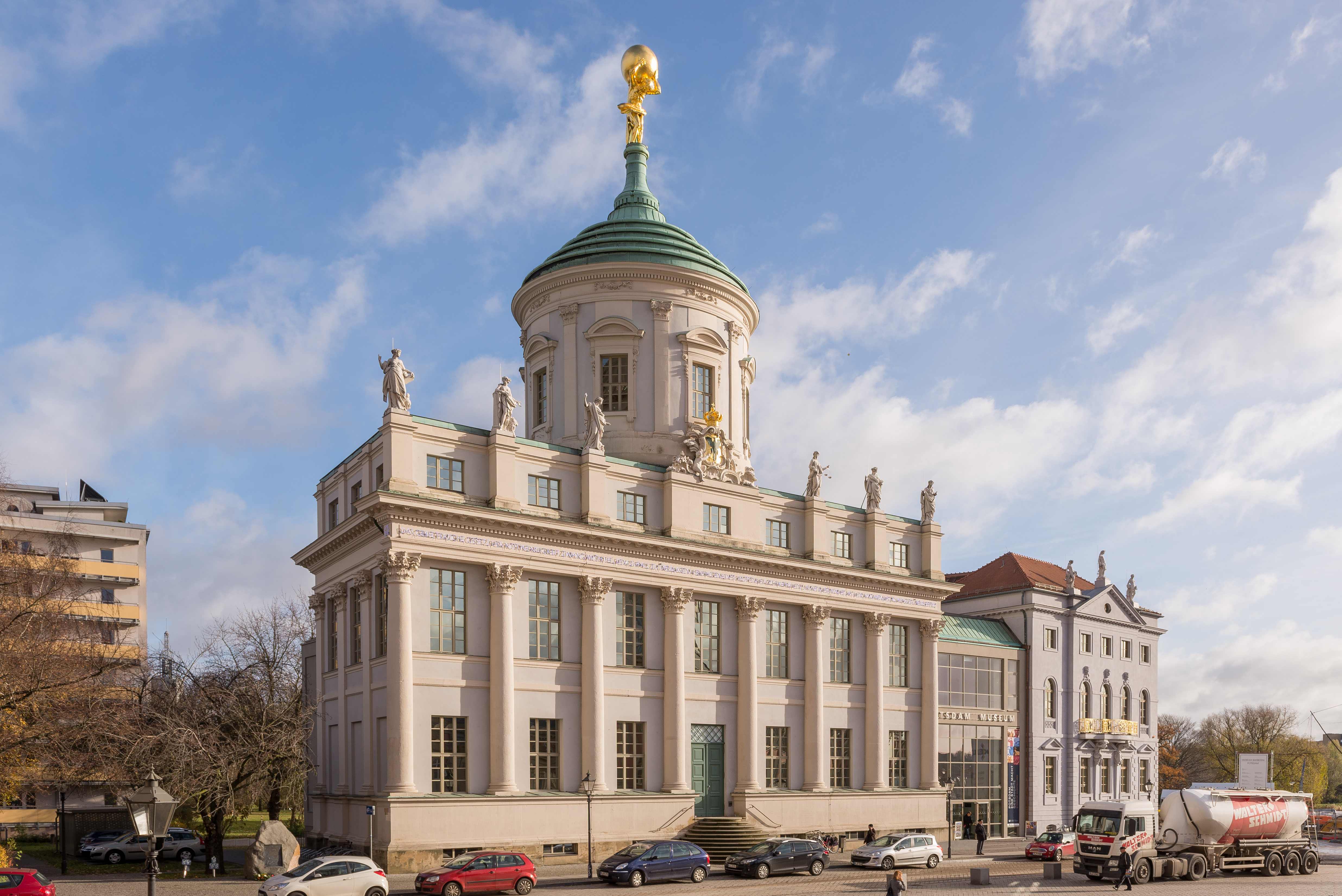
Altes Rathaus Potsdam

Das Alte Rathaus ist ein palladianischer Profanbau am Alten Markt in Potsdam. Es wurde in den Jahren 1753 bis 1755 im Auftrag von Friedrich dem Großen nach Entwürfen von Johann Boumann und Carl Ludwig Hildebrandt erbaut. Als Vorlage diente der von Andrea Palladio entworfene, aber nicht ausgeführte Palazzo Angarano in Vicenza. Beim Luftangriff auf Potsdam 1945 beschädigt, wurde das Alte Rathaus 1961 bis 1966 wiederaufgebaut. Seit 2012 ist es Sitz des Potsdam-Museums.

## Geschichte

### Vorgeschichte
Bereits seit dem Mittelalter kann ein Rathaus am Alten Markt von Potsdam nachgewiesen werden. Dieses stand vermutlich noch in der Mitte des Marktes, der damals weiter nach Osten reichte. Seine Position ist jedoch vergleichbar mit der des heutigen Alten Rathauses. Die Bausubstanz wurde im Lauf der Jahrhunderte mehrfach komplett erneuert, auch bedingt durch Zerstörungen oder aus Gründen der Repräsentation. Der erste Rathausbau wird auf das Jahr 1524 datiert und existierte nur für kurze Zeit. Bei einer der schlimmsten Brandkatastrophen in der Potsdamer Stadtgeschichte brannte er am 24. Juni 1536 mit zahlreichen weiteren Gebäuden der Stadt komplett ab. Für den anschließenden Wiederaufbau wurde erneut der Standort des ersten Rathauses gewählt.
Knapp zweihundert Jahre später, unter Friedrich Wilhelm I., entstand an der Stelle des zweiten Rathauses der dritte Rathausbau um 1720/1722 unter Leitung des Architekten Peter de Gayette. Bekannt ist, dass das Rathaus als Fachwerkbau ausgeführt wurde und über eine massive Fassade sowie einen hölzernen Turm verfügte. In zwei nach Osten angrenzenden Seitenflügeln befanden sich an Händler vermietete Scharren (Verkaufsstände) und die Waage zur Kontrolle der in der Stadt ankommenden Waren, bevor diese auf dem Alten Markt zum Verkauf angeboten werden konnten. In diesem Rathausbau hatte man von Anfang an mit Platzproblemen zu kämpfen. Umbauten, wie sie u. a. 1736 stattfanden, konnten zwar die räumliche Enge etwas mildern, allerdings zeigten sich im Lauf der Zeit auch Schäden an der Bausubstanz. Ein abermaliger Abriss und Neubau war daher absehbar und erfolgte schließlich unter Friedrich II.

### Der Neubau des Rathauses

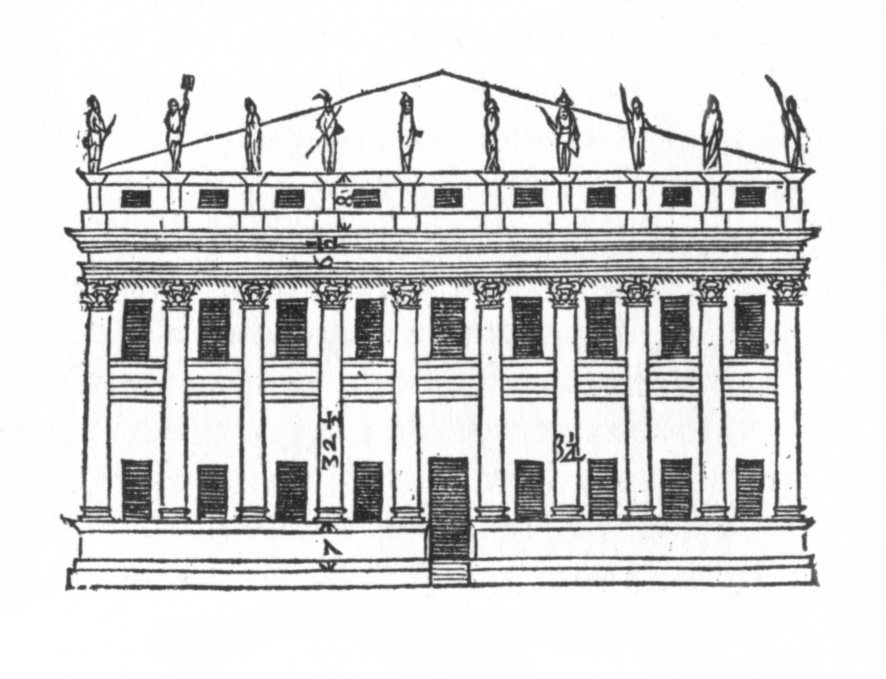
Andrea Palladio: Entwurf für den Palazzo Angarano in Vicenza (1564)

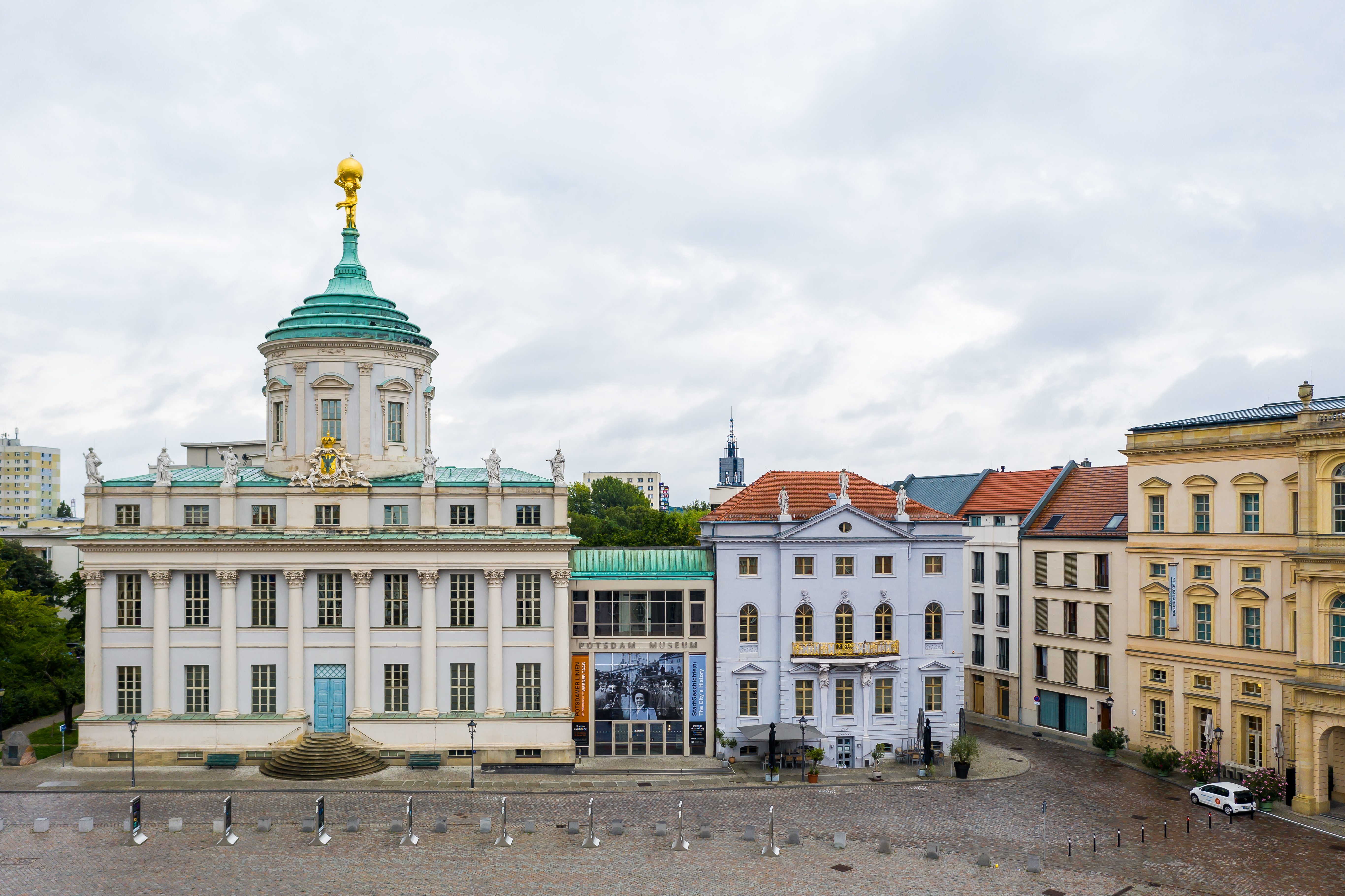
Altes Rathaus, ehem. Kulturhaus und Lehmannsches Haus (2023)

Das heutige, nunmehr vierte Rathaus entstand in den Jahren 1753 bis 1755 nach Ideen und im Auftrag Friedrichs des Großen und nach Plänen der Baumeister Johann Boumann und Christian Ludwig Hildebrandt. Wie auch bei anderen Gebäuden in Potsdam, diente hier die italienische Barockarchitektur als Vorbild. Im Zuge der unter Friedrich II. vorgenommenen Umgestaltung Potsdams zu einer repräsentativen Residenzstadt sollte der Alte Markt zu einer „römischen Platzanlage“ aufgewertet werden. Nach den abgeschlossenen Umbauten am Stadtschloss und dem Beginn der Arbeiten an der neuen Portalfassade für die Nikolaikirche erging 1753 der Auftrag, ein neues viertes Rathaus am selben Ort zu bauen. Beauftragt wurden die Baumeister Johann Boumann und Christian Ludwig Hildebrandt. Boumann, der später zum Oberbaudirektor in Berlin und Potsdam aufstieg, hatte maßgeblich am Holländischen Viertel in Potsdam mitgewirkt.
Die Vorlage für den Bau kam, wie bei vielen Bauwerken dieser Zeit, aus Italien. Ein nicht ausgeführter Entwurf des Renaissancebaumeisters Andrea Palladio für den Palazzo Angarano in Vicenza (Oberitalien) wurde in leicht abgeänderter Form für den Baukörper verwendet. Hinzu kamen noch Details aus Amsterdam und Rom: Eine Atlasfigur befindet sich auch auf dem hinteren Giebel des Amsterdamer Rathauses, während der Dachaufbau das in der friderizianischen Architektur bekannte Pantheonmotiv variiert. Das siebenachsige Rathaus erhielt eine mit acht korinthischen Dreiviertelsäulen versehene Schaufassade zum Alten Markt, es ist unterkellert und erstreckt sich über zwei Hauptgeschosse und ein Halbgeschoss hinter der Attika. Die Dreiviertelsäulen werden in der Attikazone als Pfeilervorlagen weitergeführt und tragen sechs bekrönende Sandsteinfiguren, welche in allegorischer Form die bürgerlichen Tugenden Wachsamkeit, Standhaftigkeit, Überfluss, Gerechtigkeit, Kaufmannschaft und Vorsicht darstellen. Die Allegorie der Kaufmannschaft als letzte erhaltene Originalskulptur ist heute im Treppenaufgang des Alten Rathauses ausgestellt. Alle Statuen wurden beim Wiederaufbau in achtjähriger Arbeit durch Kopien von dem Caputher Bildhauer Horst Misch ersetzt, die anderen Statuen wurden beim Bombenangriff so stark zerstört, dass sie nicht mehr restauriert werden konnten.
In der zentralen Achse der beiden Mittelsäulen befindet sich der Eingang mit vorgelagerter Freitreppe sowie in der Attika das von Putten gehaltene Stadtwappen in einer großen Kartusche. Der Skulpturenschmuck wurde 1753 von Gottlieb Heymüller geschaffen. Über dem flachen Dach erhebt sich der mit acht großen Fenstern ausgestattete hohe Kuppeltambour, der durch korinthische Pilaster gegliedert ist und von einem gestuften kupferverkleideten Kuppelaufbau abgeschlossen wird. In der Verwendung der Säulen, der durchfensterten Attika und dem runden Kuppelaufsatz ist der klassizistische Einfluss des niederländischen Architekten Philips Vingboons zu erkennen. Die Kuppel wurde ursprünglich von einer Bleifigur des Atlas von Benjamin Giese von 1754 bekrönt. Die Figur wog etwa 120 Zentner und stürzte 1776 auf die Straße. Der Potsdamer Kupferschmied Friedrich Jury und Johann Christoph Wohler erhielten den Auftrag, an ihrer Stelle eine Kupferfigur zu schaffen, die nur 12 Zentner wog und wieder vergoldet wurde. Ratskeller sowie Seitenflügel des Vorgängerbaues wurden in den Neubau integriert und erst später durch massivere Bauten ersetzt. Die Gesamtkosten für den vierten Rathausbau beliefen sich auf 31.620 Taler.
Die schon beim Vorgängerbau auftretenden Platzprobleme konnten durch das neue Rathaus allerdings nur teilweise gemildert werden. Die ursprüngliche Planung sah vor, das benachbarte Grundstück des Bäckers Windelband für den Neubau zu nutzen. Der Besitzer lehnte aber einen Grundstückstausch und die angebotene Entschädigungszahlung ab, so dass für den Rathausbau mit seinen nunmehr massiven und damit stärkeren Wänden nur die bisherige Grundstücksfläche verwendet werden konnte. Erschwerend kam der durch den runden, sich durch alle Geschosse erstreckenden Unterbau der Tambourkuppel nur eingeschränkt nutzbare Grundriss hinzu. Zusätzliche Räume konnten lediglich im Mezzaningeschoss der Attika untergebracht werden. 1775 erfolgte daher der Anbau eines dreigeschossigen Seitenflügels an der Scharrenstraße.

### Entwicklung im 19. Jahrhundert

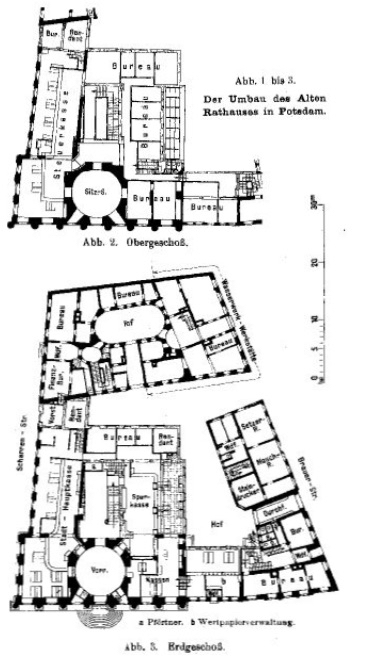
Pläne des Umbaus 1922

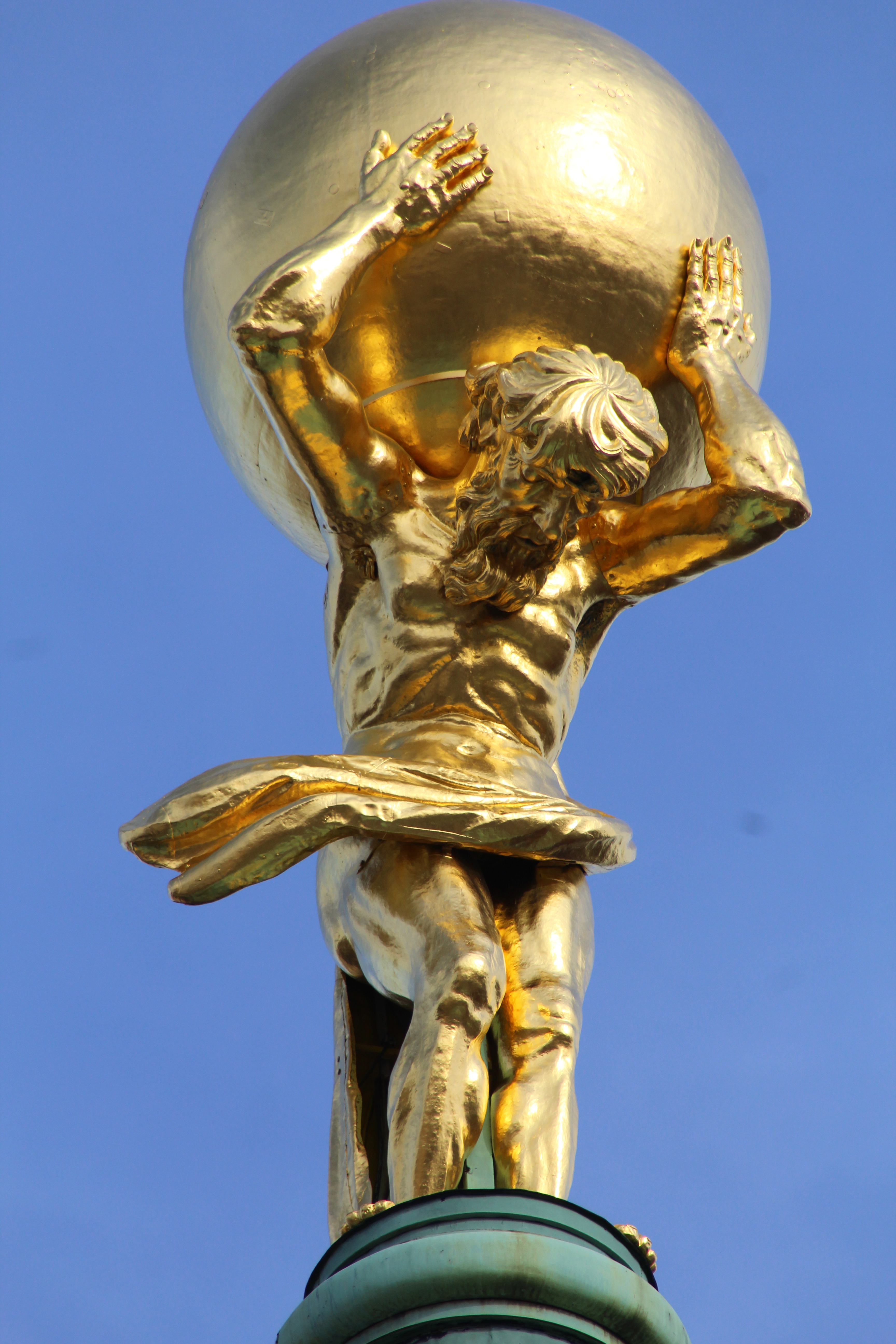
Der neu vergoldete Atlas

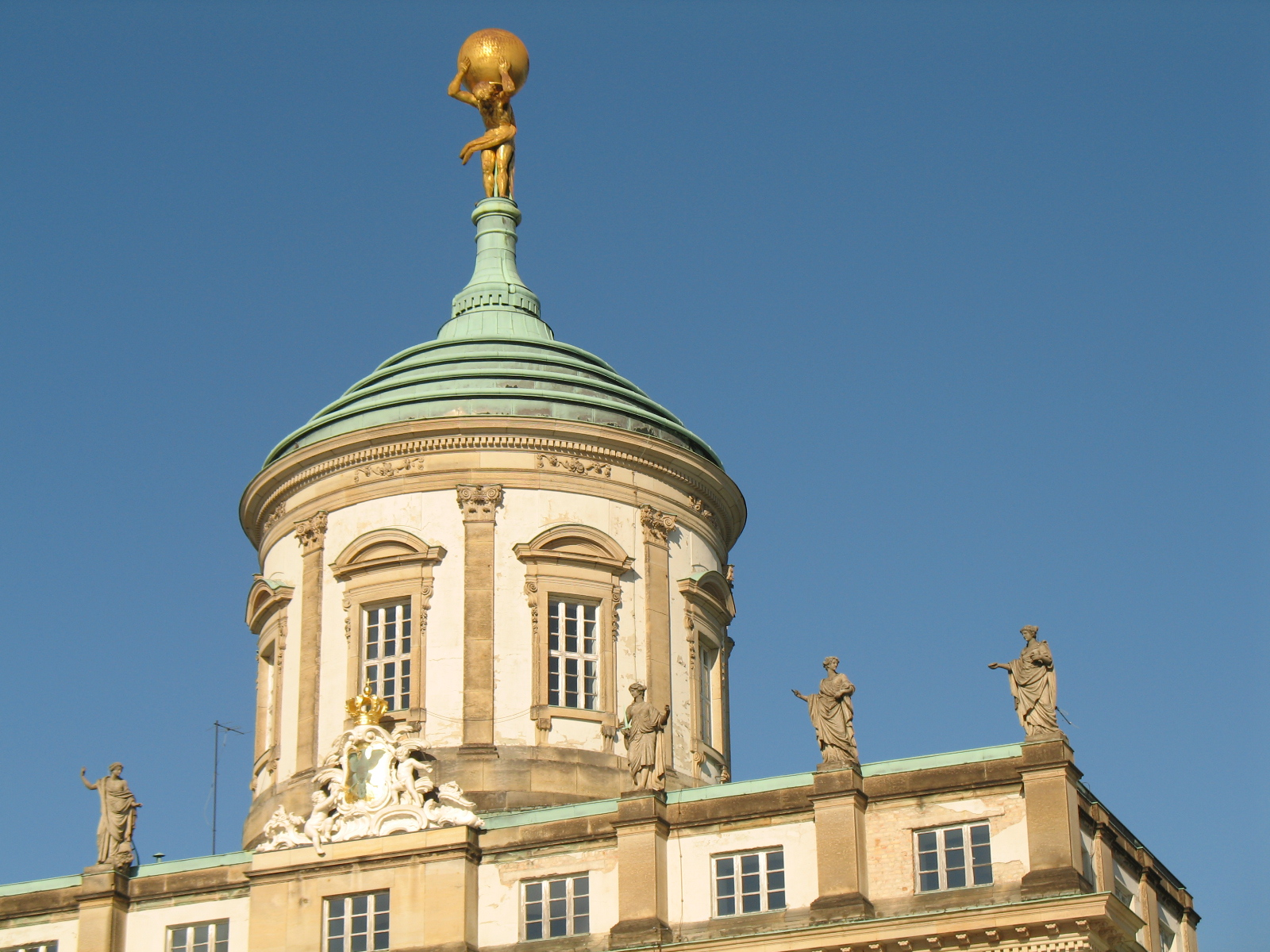
Die Kuppel des Alten Rathauses von Nahem betrachtet; auf der Spitze der vergoldete Atlas

Die Atlasfigur wurde auch als „Puppe“ bezeichnet und über die Gefangenen des Stadtgefängnisses, das sich hier bis 1875 befand, wurde die Wendung „Unter der Puppe sitzen“ geprägt. Ab 1840 war für fast 100 Jahre die Sparkasse in den Räumen der Kämmereikasse im Alten Rathaus untergebracht. Ab 1875 benutzten dann die Stadtverordneten das Alte Rathaus für ihre Sitzungen, und 1885 zogen die Stadtverwaltung und die Stadtkasse nach. Durch Verhandlungen mit dem Eigentümer des neben dem Rathaus liegenden Windelbandschen Hauses konnte dieses ab 1898 für die Stadtverordneten mitbenutzt werden, denn inzwischen war der Platz im Alten Rathaus erneut knapp geworden. Daher gab es in den Jahren 1910 bis 1916 Pläne, einen Ausbau auf die doppelte Größe vorzunehmen und dafür das Windelbandsche und Knobelsdorffsche Haus abzureißen. Nach einem Ideenwettbewerb wurde keiner der Vorschläge realisiert und stattdessen der nahegelegene Palast Barberini ausgebaut. 1916 zogen dann alle Stadtvertreter an den neuen Standort um. Nach dem Ende der Monarchie in Deutschland 1918 wurden Räume im Stadtschloss frei, so dass nur die Sparkasse und die Kasseneinrichtungen im Alten Rathaus verblieben. 1918–1919 führte der Platzmangel der Kassenräume zum Umbau des Rathauses und Erweiterung auch um das benachbarte Windelbandsche sowie das Knobelsdorffhaus. Der rechte Seitenflügel wurde abgerissen.

### Die Nachbarbauten

Zur Eröffnung des Kulturhauses angebrachte Kunstschmiedearbeit mit einem Zitat H. Marchwitzas

An das Alte Rathaus schloss vor der Zerstörung im Jahr 1945 das schmale Windelbandsche Haus an. Das Haus ist 1966 beim Wiederaufbau der gesamten Ostseite des Alten Marktes zum Kulturhaus „Hans Marchwitza“ mit einer modernen Fassade als Verbindungsbau errichtet worden. Verbürgt ist, dass der Bäcker Windelband sein Grundstück nicht für den Rathausneubau veräußern wollte. Da der Entwurf Andrea Palladios im Gegensatz zur ausgeführten Potsdamer Nachschöpfung neun statt sieben Fensterachsen besitzt wird spekuliert, dass das Windelbandsche Haus für den Rathausneubau mit einbezogen werden sollte, jedoch nicht konnte. Das Windelbandsche Haus war ein unterkellertes dreigeschossiges Gebäude mit fünf Fensterachsen und Mansarddach. Beiderseits der mittleren Fensterachse, in der sich auch der Eingang befand, und an den Außenkanten war die Fassade von einfachen Lisenen gegliedert, um deren oberen Abschluss das Traufgesims verkröpft wurde. Schlichte Faschen umrahmten die Fenster. Im unteren Teil des Dachs befanden sich zwei symmetrisch angeordnete stehende Gauben. Wiederum südlich schließt das bereits 1750 nach Plänen Georg Wenzeslaus von Knobelsdorffs erbaute Lehmannsche Haus an (Brauerstraße 10), das seit der Wiederherstellung der Fassade im Jahr 1966 nach dem Architekten als „Knobelsdorffhaus“ bezeichnet wird. Der Baumeister selbst hat in dem Bau nie gewohnt.

### Beschädigung und Wiederaufbau
Der britische Luftangriff auf Potsdam am Abend des 14. April 1945 verursachte nur leichte Schäden am Alten Rathaus. Der tagelange Artilleriebeschuss durch die Rote Armee während der Kämpfe um Potsdam, die bis zum 30. April andauerten, zerstörte jedoch den gesamten Gebäudekomplex und das anschließende Windelbandsche Haus sowie das Knobelsdorffhaus. Zunächst fehlte es an Mitteln, das Gebäudeensemble wiederaufzubauen, so dass erst 1960 mit den Arbeiten begonnen wurde. Lediglich die Fassaden und das Treppenhaus mit der Kuppel befanden sich in wiederaufbaufähigem Zustand. Da für das Alte Rathaus eine grundsätzlich neue Nutzung vorgesehen war, wurden auch nur diese Teile des Bauwerks gesichert, während die letzten Ruinenreste, insbesondere im hinteren Teil des Gebäudes, abgetragen wurden.
1966 konnte man dann die Wiedereinweihung als Kulturhaus feiern, das den Namen Hans Marchwitzas, eines bedeutenden Arbeiterdichters, erhielt. Um den Anforderungen großer Veranstaltungen zu genügen, war ein großer Saal mit Glasfassade errichtet worden, der auch die neuen Treppenhäuser aufnehmen konnte. Als Fassadenfarbe zum Alten Markt wurde zunächst rosa gewählt, welches später in weiß geändert wurde.
Während das Alte Rathaus seine ursprüngliche Form zum Alten Markt beibehalten konnte, wurde das Windelbandschen Haus nicht wieder aufgebaut. Um aber dessen alte Wirkung weiterhin zu zeigen, wurde ein an die frühere Gebäudekubatur erinnernder Glasdurchgang mit Fenstern in Rastereinteilung zum vollständig restaurierten Knobelsdorffhaus geschaffen. Die Gesamtkosten des Um- und Wiederaufbaus betrugen insgesamt 4,8 Millionen DDR-Mark. Die Ausführung erfolgte durch den VEB Hochbauprojektierung Potsdam nach Plänen der Architekten Horst Görl und Ernst Pfrogner.

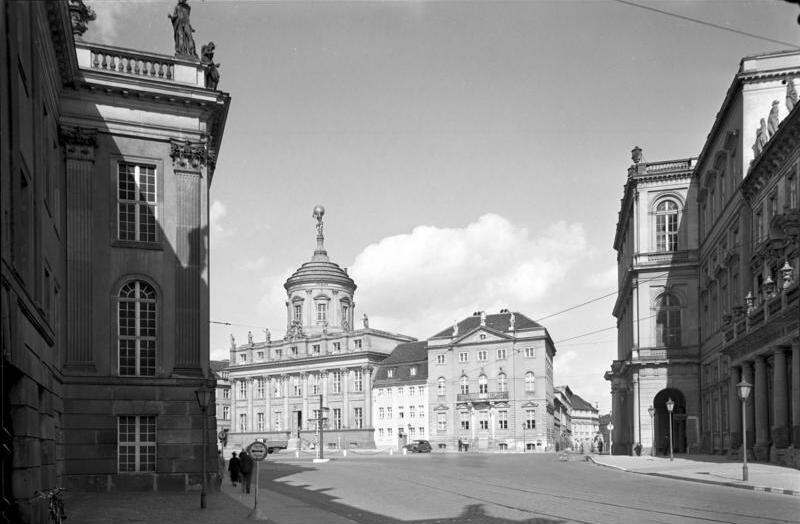
Blick auf die Ostseite des Alten Marktes um 1930. Links im Vordergrund das Stadtschloss, rechts der Palast Barberini. Das Windelbandsche Haus befindet sich zwischen Rathaus und Knobelsdorffhaus.

### Heutige Nutzung

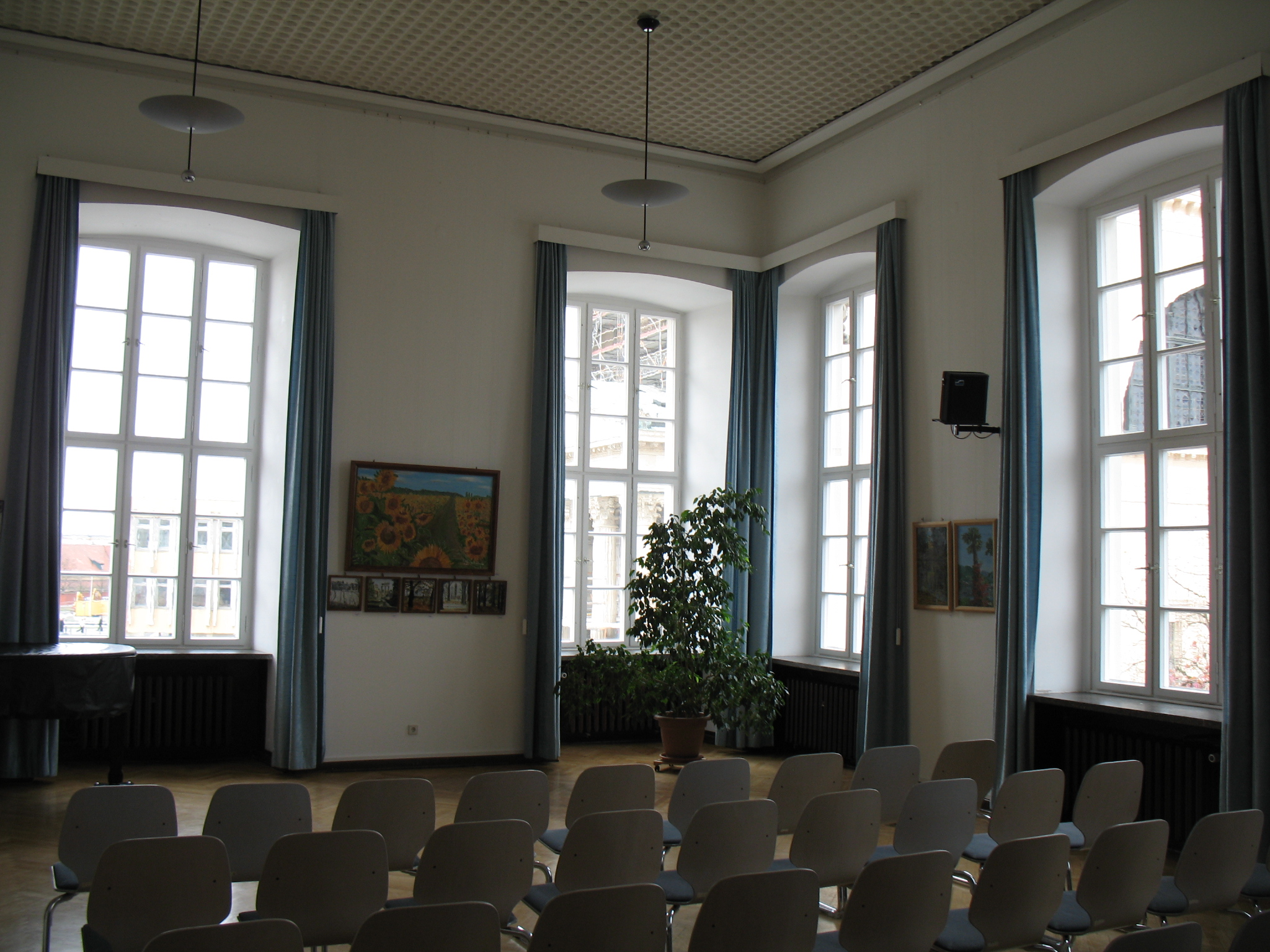
Das Musikzimmer: Hier fanden regelmäßig verschiedene Ausstellungen statt.

Bis 1945 wurde das Alte Rathaus für die Stadtverwaltung und die Sparkasse genutzt, nach den schweren Beschädigungen im Zweiten Weltkrieg baute man es als Kulturhaus wieder auf. Seit 2012 beherbergt das Gebäude das Potsdam Museum. Auch heute ist das Alte Rathaus ein wichtiger Kulturstandort in der Stadt Potsdam. Im großen Saal im Anbau finden neben Vorträgen und Diskussionen über städtische, kulturelle oder wissenschaftliche Themen auch Empfänge und Tagungen statt. Weiterhin können Räume für Musikauftritte genutzt werden. Das Alte Rathaus mit seinem Großen Veranstaltungssaal war darüber hinaus – passend zu Atlas und Globus über der Rotunde – von 2005 bis 2008 auch Spielstätte des Globians® welt & kultur Dokumentarfilm Festivals, das jährlich Mitte August vier Mal in Potsdam stattfand und sich zu einem internationalen Treffpunkt junger und unabhängig arbeitender Dokumentarfilmer entwickelte, die in diesem Themenbereich weltweit arbeiten. Bedingt durch die Entscheidung der Kommunalpolitik, das Alte Rathaus ab 2010 zum Standort des städtischen Potsdam Museums zu machen, und aufgrund der 2008 begonnenen, mehrjährigen Sanierungsarbeiten am Gebäude, zog das Globians Doc Fest 2008 nach Berlin um. Nach erfolgter Demontage, Restaurierung und neuer Vergoldung durch eine Berliner Firma wurde der Atlas am 15. Dezember 2008 wieder auf seinen alten Standort verbracht. Seit 2012 wird das Alte Rathaus mit dem benachbarten Knobelsdorffhaus durch das Potsdam Museum – Forum für Kunst und Geschichte genutzt. Die am 22. September 2013 eröffnete Dauerausstellung steht unter dem Motto: Potsdam, eine Stadt macht Geschichte.

### Historische Ansichten

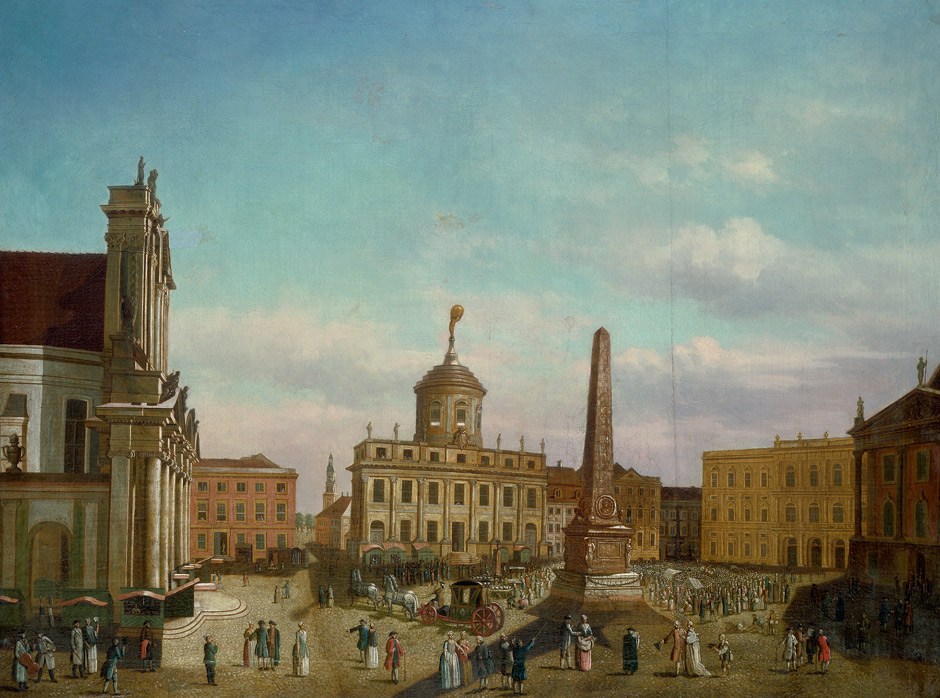
„Der Alte Markt in Potsdam mit Blick auf das Rathaus“, Ölgemälde von C.C.W. Baron (1773)
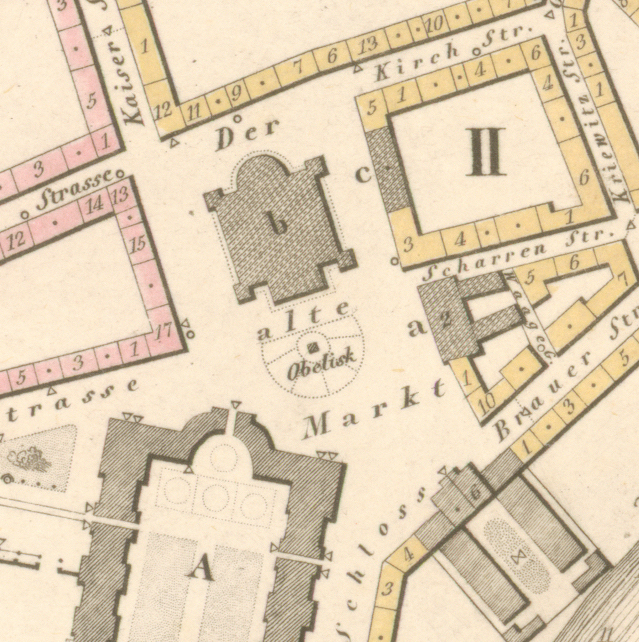
Berghaus-Plan von 1840, Nr. 2 ist das Rathaus
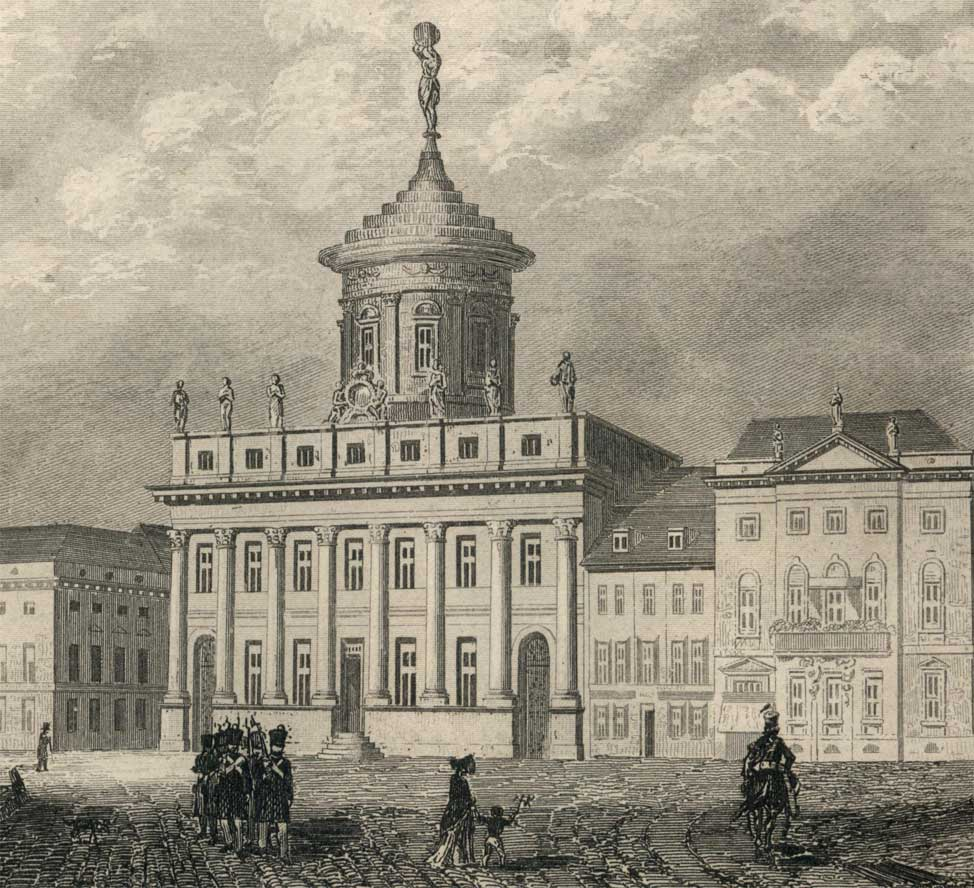
Altes Rathaus 1842, Kupferstich
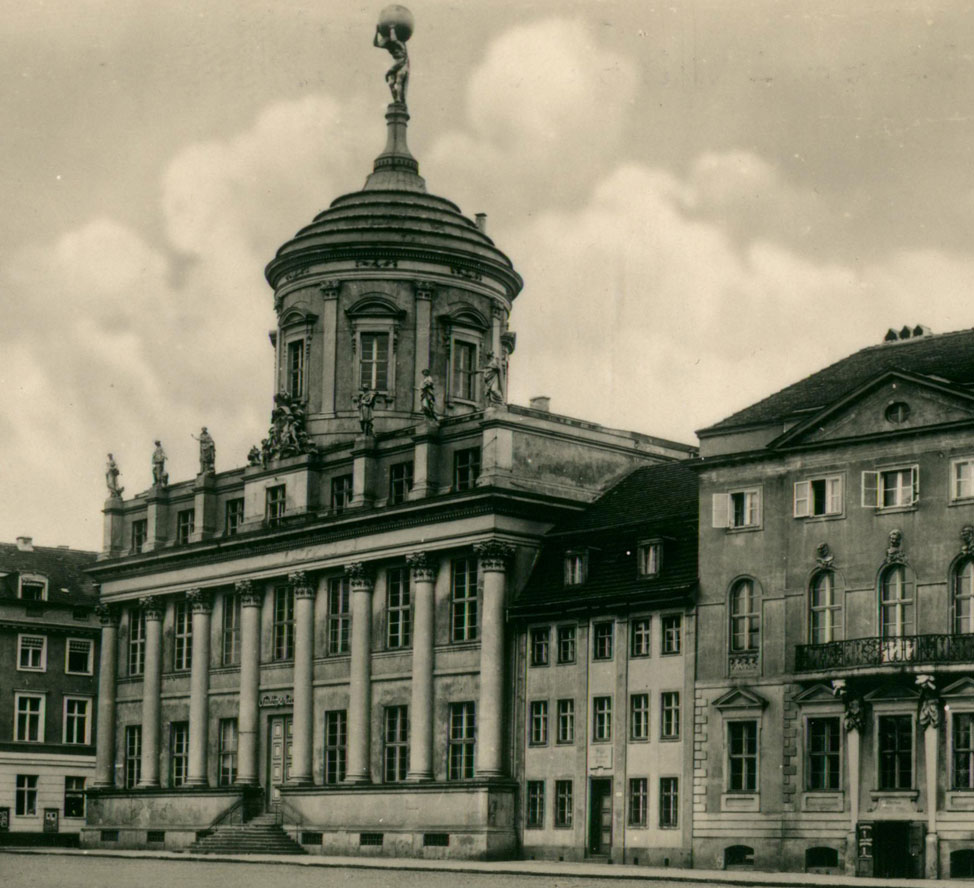
1930
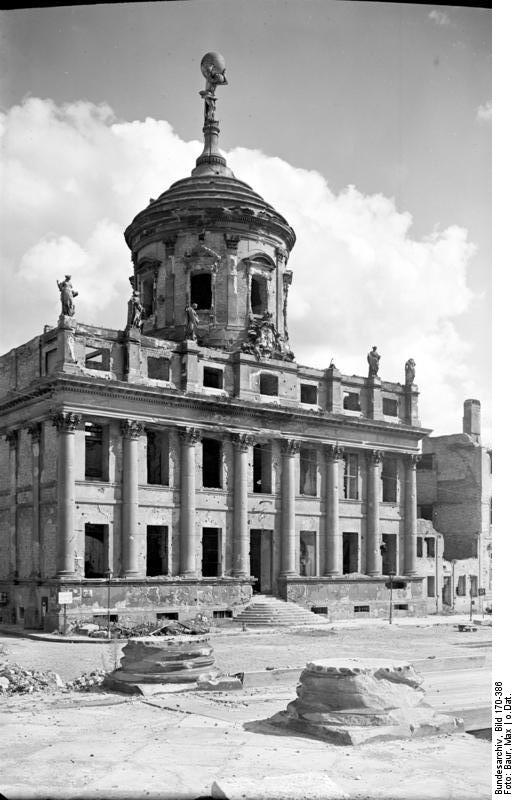
Schwer beschädigte Rathausvorderseite, rechts zerstörtes Windelbandsches Haus
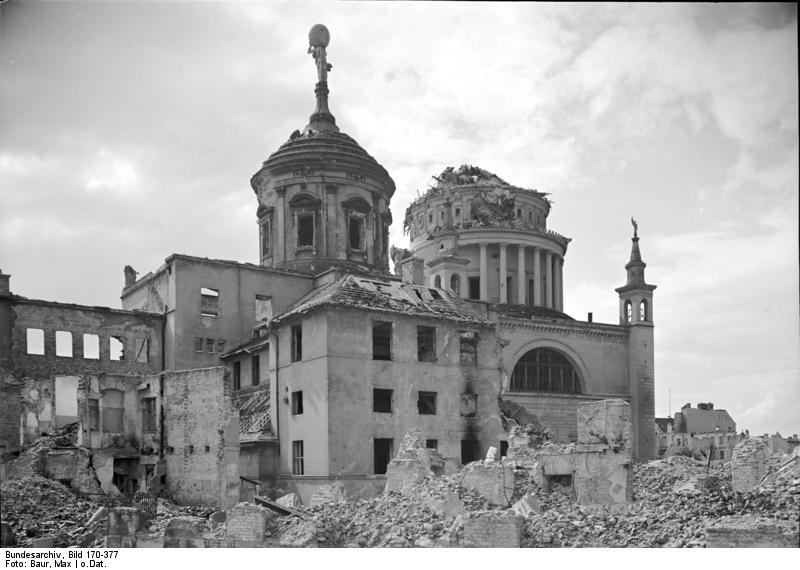
Vollständig zerstörte Rückseite des Alten Rathauses, rechts hinten beschädigte Nikolaikirche mit zerstörter Kuppel
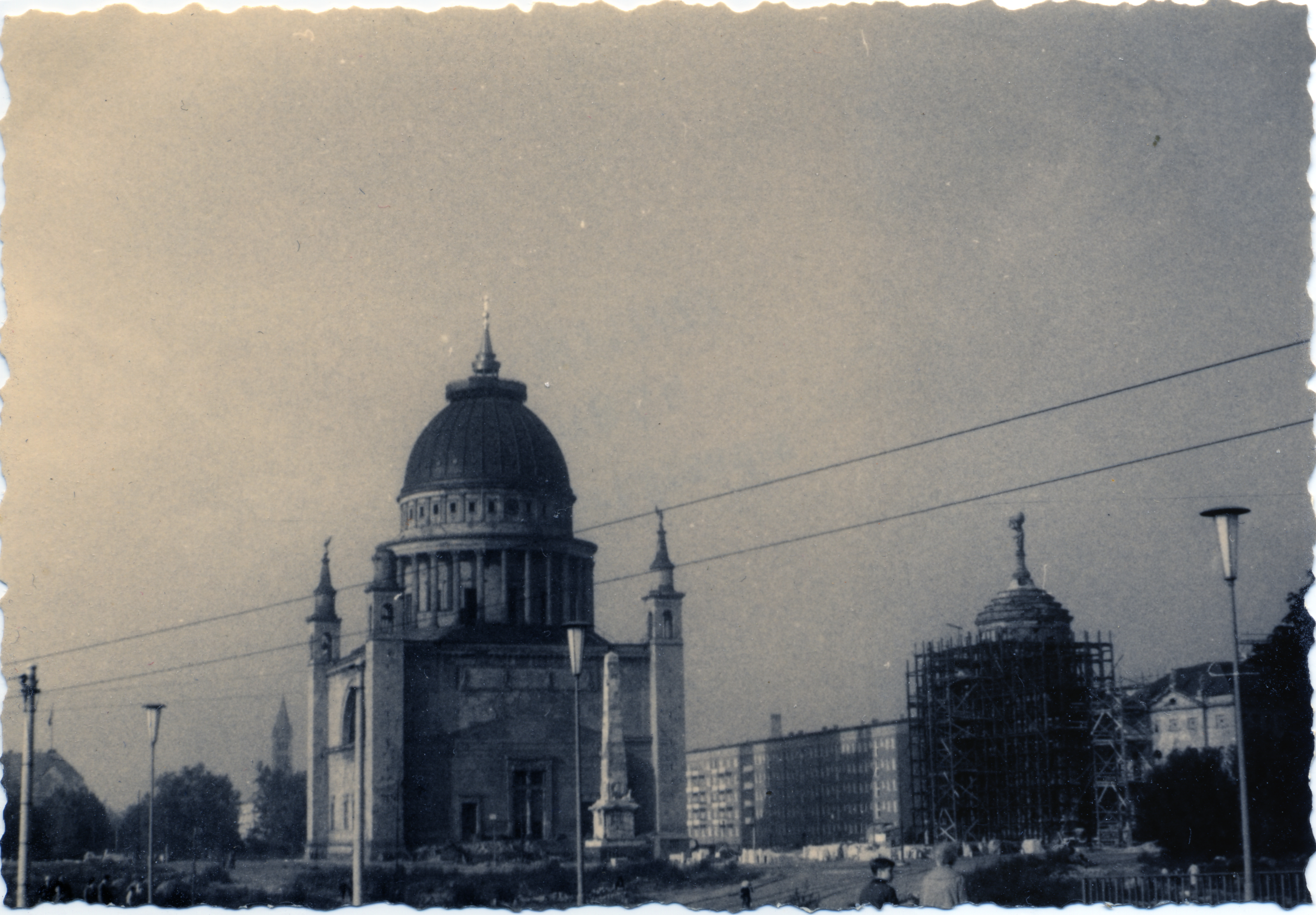
1962: Die Nikolaikirche hat gerade wieder ihre Laterne erhalten (siehe Gerüst auf der Kuppel), das Rathaus wird als Kulturhaus Marchwitza wieder aufgebaut
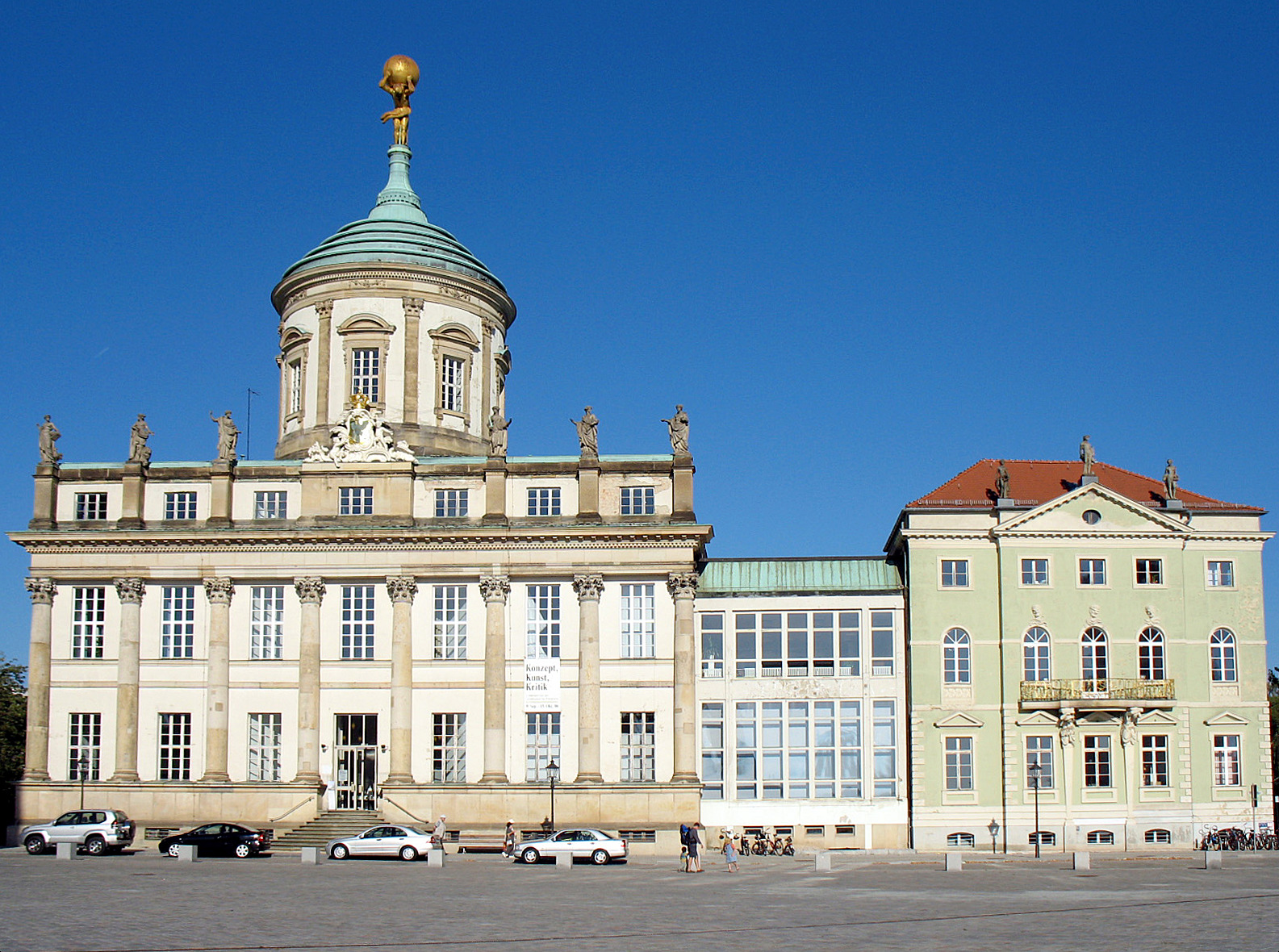
2007, vor Sanierung und Neubau des Mittelteils
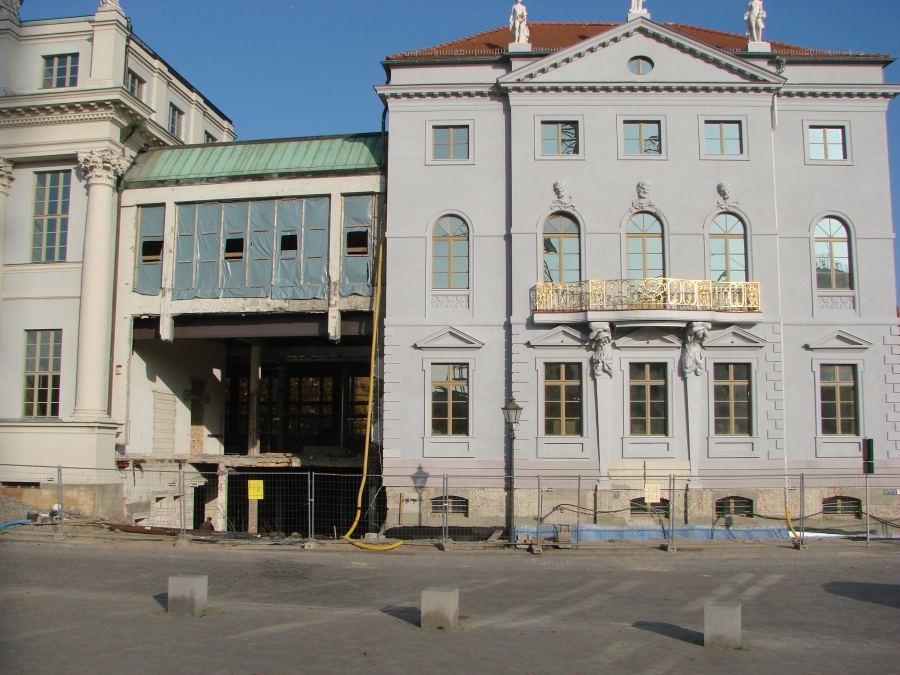
Während der Umbauarbeiten 2011
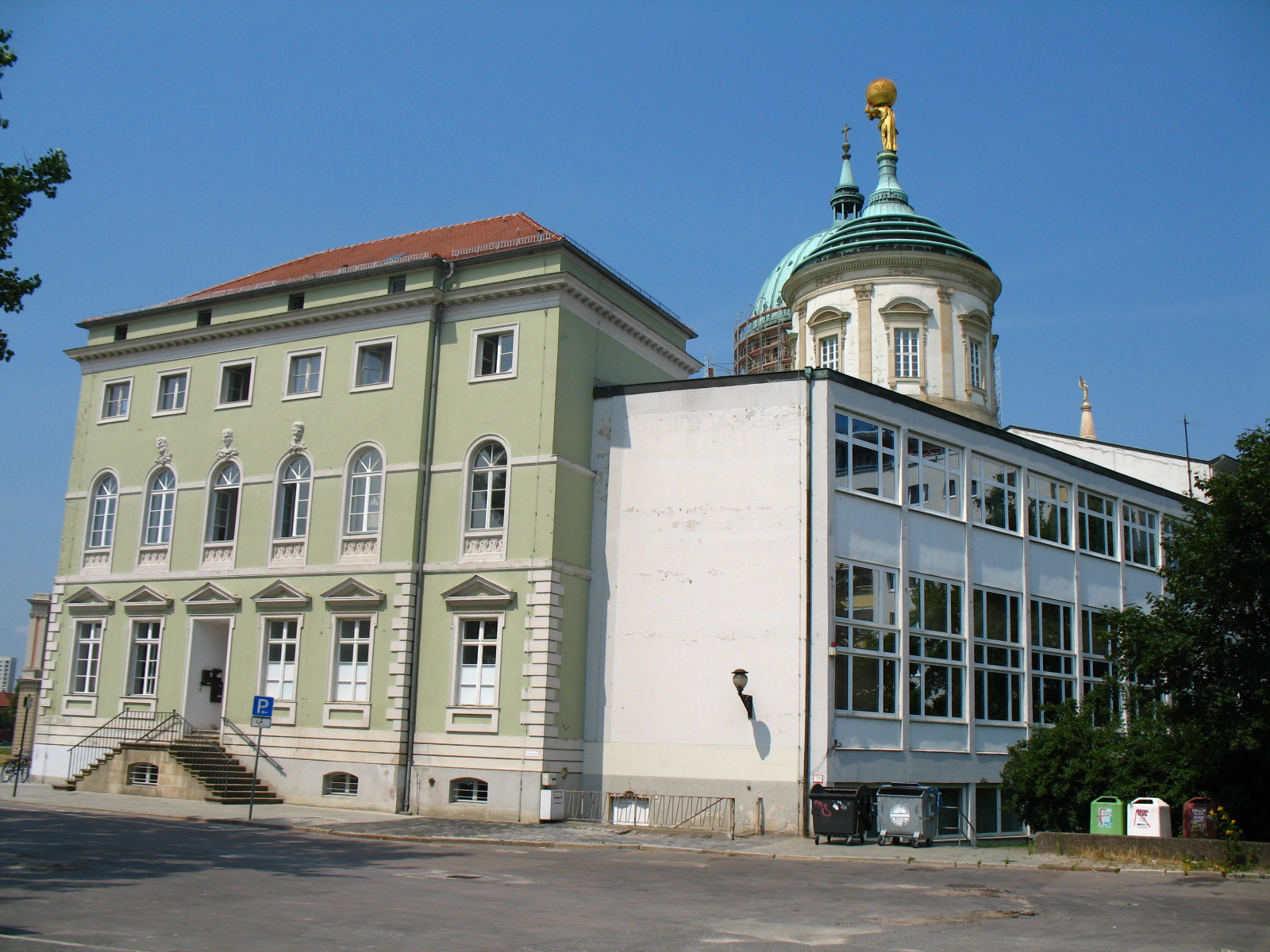
Fassade des Knobelsdorffhauses zur Brauerstraße und Rückseite des Alten Rathauses mit dem neuen Glasanbau. Hinter der Rathauskuppel ist die Nikolaikirche zu erkennen